# EPrix van Miami 2015

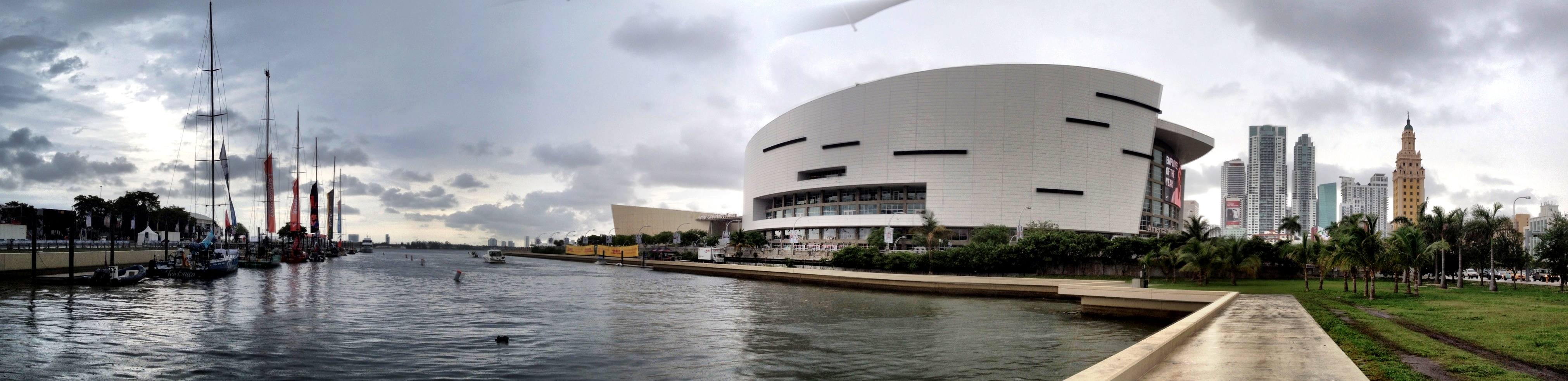
ePrix van Miami 2015

De ePrix van Miami 2015 werd gehouden op 14 maart 2015 op het Biscayne Bay Street Circuit. Het was de vijfde race van het eerste Formule E-seizoen.

## Kwalificatie
| Pos | No | Coureur                | Team               | Tijd     | Grid |
| --- | -- | ---------------------- | ------------------ | -------- | ---- |
| 1   | 27 | Jean-Éric Vergne       | Andretti Autosport | 1:05.953 | 1    |
| 2   | 99 | Nelson Piquet jr.      | China Racing       | 1:06.003 | 7    |
| 3   | 8  | Nicolas Prost          | e.dams Renault     | 1:06.167 | 2    |
| 4   | 2  | Sam Bird               | Virgin Racing      | 1:06.170 | 3    |
| 5   | 66 | Daniel Abt             | Audi Sport ABT     | 1:06.255 | 4    |
| 6   | 30 | Stéphane Sarrazin      | Venturi Grand Prix | 1:06.389 | 5    |
| 7   | 11 | Lucas di Grassi        | Audi Sport ABT     | 1:06.424 | 6    |
| 8   | 7  | Jérôme d'Ambrosio      | Dragon Racing      | 1:06.502 | 8    |
| 9   | 3  | Jaime Alguersuari      | Virgin Racing      | 1:06.503 | 9    |
| 10  | 23 | Nick Heidfeld          | Venturi Grand Prix | 1:09.367 | 19   |
| 11  | 28 | Scott Speed            | Andretti Autosport | 1:06.527 | 10   |
| 12  | 18 | Vitantonio Liuzzi      | Trulli GP          | 1:06.836 | 11   |
| 13  | 77 | Salvador Durán         | Amlin Aguri        | 1:06.888 | 12   |
| 14  | 9  | Sébastien Buemi        | e.dams Renault     | 1:07.037 | 13   |
| 15  | 10 | Jarno Trulli           | Trulli GP          | 1:07.163 | 14   |
| 16  | 5  | Karun Chandhok         | Mahindra Racing    | 1:07.223 | 20   |
| 17  | 21 | Bruno Senna            | Mahindra Racing    | 1:07.283 | 15   |
| 18  | 55 | António Félix da Costa | Amlin Aguri        | 1:07.678 | 16   |
| 19  | 88 | Charles Pic            | China Racing       | 1:08.243 | 17   |
| 20  | 6  | Loïc Duval             | Dragon Racing      | 1:09.454 | 18   |

## Race
| Pos | No | Coureur                | Team               | Rondes | Tijd/Oorzaak uitval | Grid | Punten |
| --- | -- | ---------------------- | ------------------ | ------ | ------------------- | ---- | ------ |
| 1   | 8  | Nicolas Prost          | e.dams Renault     | 39     | 46:12.349           | 2    | 25     |
| 2   | 28 | Scott Speed            | Andretti Autosport | 39     | +0.433              | 10   | 18     |
| 3   | 66 | Daniel Abt             | Audi Sport ABT     | 39     | +5.518              | 4    | 15     |
| 4   | 7  | Jérôme d'Ambrosio      | Dragon Racing      | 39     | +5.941              | 8    | 12     |
| 5   | 99 | Nelson Piquet jr.      | China Racing       | 39     | +6.426              | 7    | 12     |
| 6   | 55 | António Félix da Costa | Amlin Aguri        | 39     | +8.754              | 16   | 8      |
| 7   | 6  | Loïc Duval             | Dragon Racing      | 39     | +9.498              | 18   | 6      |
| 8   | 2  | Sam Bird               | Virgin Racing      | 39     | +19.817             | 3    | 4      |
| 9   | 11 | Lucas di Grassi        | Audi Sport ABT     | 39     | +20.631             | 6    | 2      |
| 10  | 77 | Salvador Durán         | Amlin Aguri        | 39     | +24.587             | 12   | 1      |
| 11  | 3  | Jaime Alguersuari      | Virgin Racing      | 39     | +43.883             | 9    |        |
| 12  | 23 | Nick Heidfeld          | Venturi Grand Prix | 39     | +47.878             | 19   |        |
| 13  | 9  | Sébastien Buemi        | e.dams Renault     | 39     | +1:04.587           | 13   |        |
| 14  | 5  | Karun Chandhok         | Mahindra Racing    | 39     | +1:23.539           | 20   |        |
| 15  | 10 | Jarno Trulli           | Trulli GP          | 38     | +1 ronde            | 14   |        |
| 16  | 18 | Vitantonio Liuzzi      | Trulli GP          | 38     | +1 ronde            | 11   |        |
| 17  | 88 | Charles Pic            | China Racing       | 38     | +1 ronde            | 17   |        |
| 18  | 27 | Jean-Éric Vergne       | Andretti Autosport | 37     | +2 ronden           | 1    | 3      |
| DNF | 30 | Stéphane Sarrazin      | Venturi Grand Prix | 31     |                     | 5    |        |
| DNF | 21 | Bruno Senna            | Mahindra Racing    | 25     |                     | 15   |        |

## Standen na de race

### Coureurs
| Positie | Rijder            | Team           | Punten |
| ------- | ----------------- | -------------- | ------ |
| 1       | Nicolas Prost     | e.dams Renault | 67     |
| 2       | Lucas di Grassi   | Audi Sport ABT | 60     |
| 3       | Sam Bird          | Virgin Racing  | 52     |
| 4       | Nelson Piquet jr. | China Racing   | 49     |
| 5       | Sébastien Buemi   | e.dams Renault | 43     |

### Constructeurs
| Positie | Team               | Punten |
| ------- | ------------------ | ------ |
| 1       | e.dams Renault     | 110    |
| 2       | Audi Sport ABT     | 79     |
| 3       | Virgin Racing      | 78     |
| 4       | Andretti Autosport | 62     |
| 5       | Dragon Racing      | 56     |